# Districte de Baroda
El districte de Vadodara (o districte de Baroda) és un districte del Gujarat (Índia) amb capital a Vadodara o Baroda (ciutat). Té una superfície de 7,794 km² i una població de 3.641.802 habitants. El riu principal és el Mahi.

## Història
Vegeu: Baroda

## Administració
Està dividida en 3 prants (subdistrictes) i 13 talukes. Els praths són:
1. Prath de Vadodara
2. Pranth de Dabhoi
3. Pranth de Chhota Udaipur

I les talukes:
1. Chhota Udaipur
2. Dabhoi
3. Karjan
4. Kwant
5. Naswadi
6. Padra
7. Pavijetpur
8. Sankheda
9. Savli
10. Sinor
11. Vadodara Ciutat
12. Vadodara Rural
13. Waghodia